# Nati nel 1125
| Questa pagina contiene informazioni ricavate automaticamente dalle voci biografiche con l'ausilio del template Bio e di un bot. L'aggiornamento è periodico e automatico e ricostruisce completamente la pagina. Se manca una persona in questa lista, sei pregato di non aggiungerla, ma accertati piuttosto che la sua voce biografica contenga il template Bio e che i dati anagrafici siano correttamente compilati. Se il template Bio manca, inseriscilo tu stesso o, in alternativa, metti l'avviso {{tmp\|Bio}} che ne segnala la mancanza. Se i dati riportati sono sbagliati, correggi direttamente la voce biografica; le modifiche saranno visibili in questa lista entro pochi giorni. Per chiarimenti vedi il progetto biografie. La lista contiene solo le 13 persone che sono citate nell'enciclopedia e per le quali è stato implementato correttamente il template Bio. Pagina aggiornata al 10 ago 2025. |

- 17 ottobre - Lu You, poeta cinese († 1210)
- Bertoldo IV di Zähringen, nobile tedesco († 1186)
- Elia D'Altavilla, nobile italiano († 1206)
- Escaronha, trobairitz francese
- Azzo V d'Este, nobile italiano († 1193)
- 'Imad al-Din al-Isfahani, storico persiano († 1201)
- Ottone II di Meißen, nobile tedesco († 1190)
- Petronilla d'Aquitania, contessa
- Sweyn III di Danimarca, re danese († 1157)
- Corrado di Wittelsbach, cardinale e arcivescovo cattolico tedesco († 1200)
- Giovanni de Surdis Cacciafronte, vescovo cattolico italiano († 1184)
- Øystein II di Norvegia, re norvegese († 1157)
- Mafalda di Savoia, regina († 1158)